# Francis Décamps
Pour les articles homonymes, voir Décamps.
Francis Décamps, né le 17 mai 1952 à Héricourt (Haute-Saône), est un auteur-compositeur-interprète français.
De 1970 à 1995, il est le claviériste principal et deuxième voix du groupe français de rock progressif Ange qu'il a créé avec son frère Christian, chanteur principal et parfois claviériste lui aussi. Francis installe sa marque personnelle au niveau du son et des compositions musicales. L'artiste qu'il est forme une alchimie puissante avec son frère, jusqu'au moment où il décide de quitter le groupe à la fin de la tournée À... Dieu qui s’achève au Zénith de Paris en décembre 1995. Son neveu Tristan Décamps prend alors sa place de claviériste dans le groupe.
Francis prend ensuite une année sabbatique pour se reposer et se ressourcer, puis commence à composer pour d'autres artistes. Il met également ses compétences et son expérience au service de jeunes talents ou de groupes en développement de carrière. Il devient de plus en plus prolifique et multiplie les expériences en devenant, tour à tour, metteur en scène pour différents projets, créateur de musique de courts métrages, compositeur encore pour une quinzaine d'artistes. Jusqu'en 2022, il est claviériste et leader du groupe Gens de la Lune qu'il a créé en 2005. En 2023, il revient avec une nouvelle formation, Francis Décamps Délirium, qu'il a créée en compagnie du musicien Pascal Gutman.
« Une présence scénique, une façon de composer inimitable ont fait de Francis Décamps une référence dans le monde du rock français. Créateur et compositeur avant d’être musicien, Francis a passé la plus grande partie de son temps dans son studio d’enregistrement à créer encore et toujours, sans relâche et toujours avec la même fougue et même passion vissée au fond des tripes. Rien, ni le temps qui passe, ni les croche-pieds de la vie, n’ont jamais entamé sa détermination à être ce qu’il est encore aujourd’hui : un artiste, un vrai, un pur au grand cœur et à la foi toujours intacte pour ce métier, pour les planches, pour le public. »

## Biographie

### Famille et jeunesse
Francis Décamps est né Héricourt en Haute-Saône le 17 mai 1952.
Sa mère, Gisèle Laheurte, née le 21 mai 1918 à Vecoux dans les Vosges, est une grande figure de la Résistance au sein du réseau Alliance pendant la seconde guerre mondiale. Agent de liaison, elle parcourt sur sa bicyclette Peugeot des milliers de kilomètres jusqu’à Épinal et Verdun avant d'être, sur dénonciation, arrêtée par la Gestapo, puis incarcérée à la prison de Belfort, puis à celle de Mulhouse. Elle y sera libérée par les Alliés, le jour même où elle devait être exécutée en forêt de la Hardt. En décembre 1944, l’armée française réquisitionne des maisons dans son village de Couthenans en Haute-Saône, où elle réside depuis son enfance, pour héberger des militaires en repos quelques jours. Le 1er septembre 1945, Gisèle rencontre de la sorte Jacques Décamps, un libérateur du 8e régiment de chasseur d’Afrique qui fait le « kakou » à moto dans sa cour, et les deux héros se marient,. Le couple s'installe à Essert dans le territoire de Belfort, et aura deux enfants : Christian, né en 1946, et Francis, de six ans son cadet, lesquels deviendront tous deux musiciens.
Francis Décamps démarre sa vie professionnelle en tant qu'ajusteur chez Alsthom à Belfort.
Jacques Edmond Décamps meurt le jour de Noël 1986. Gisèle fête ses cent ans le 21 mai 2018 avec ses enfants[réf. nécessaire], avant de mourir le 17 novembre de la même année. Élevée au grade d’adjudant, elle avait reçu la Légion d’Honneur, la médaille militaire, la Croix de guerre et la médaille de la Résistance. Après des obsèques religieuses à Essert, elle est enterrée au cimetière de Couthenans.

### Ange
Le groupe de rock progressif français Ange est formé en Franche-Comté à la fin de 1969 par le chanteur et parfois claviériste Christian Décamps, son frère Francis, claviériste principal et seconde voix, et le guitariste Jean-Michel Brézovar. Le bassiste Daniel Haas et le batteur Gérard Jelsch complètent ensuite la formation. Au début, la musique du groupe s'inspire de textes médiévaux-fantastiques intégrés à du rock progressif. La composition du groupe évoluera fréquemment, ses deux seuls membres permanents étant les frères Décamps, avec Christian écrivant les paroles et Francis composant la musique.
Au sein d'Ange, Francis Décamps enregistre seize albums studios avant de quitter le groupe en 1995, après une tournée d'adieu dans sa formation d'origine. Cette tournée passe par les Eurockéennes de Belfort pour se terminer au Zénith de Paris le 6 décembre 1995.
À son départ d'Ange, Francis conseille à son frère Christian de prendre Tristan, fils de ce dernier, pour le remplacer dans le groupe.

### Carrière solo
Après son départ d'Ange, Francis Décamps poursuit sa carrière solo qu'il a commencée en 1979, alors qu'il était encore membre du groupe. Il sortira huit albums solos jusqu'en 2019.
En 2012, à l'occasion de ses 60 ans, il ressort une version réarrangée du premier album d'Ange Caricatures, sorti en 1972 : Francis Décamps revisite Caricatures. Seul avec ses claviers et diverses machines, il fait appel, en renfort pour les voix, à son neveu Tristan Décamps, d'Ange, à Jean-Philippe Suzan, chanteur des Gens de la Lune, et à Dominique Léonetti, du groupe français de rock progressif Lazuli.
En 2016, à l'occasion des 130 ans de la statue de la Liberté à New-York, Francis Décamps revisite la célèbre symphonie du nouveau monde d'Anton Dvorák. Il y est accompagné par l'Orchestre Victor Hugo Franche-Comté et de l'OrKestre TaKajouer du Pays de Montbéliard, formé en sa majorité d'enfants issus de l'immigration et dirigé par René Bosc, qui joue aussi de la guitare. Aux claviers et à l'accordéon, Francis y est également entouré de Pascal Gutman au stick Chapman, Thomas Lotz aux claviers et la Japonaise Senri Kawaguchi à la batterie. L'œuvre respecte les quatre mouvements originaux qui sont ici intitulés Mouvement de Génération, Mouvement d'Innovation, Mouvement de Fraternité, Mouvement de Tolérance, les initiales formant le mot Gift signifiant cadeau en français. Le 26 octobre 2016, la prestation est présentée en streaming sur la scène de Numerica, pôle numérique de Franche-Comté, puis diffusée sur YouTube deux jours plus tard, date de l'inauguration de l'œuvre d'Auguste Bartholdi, le 28 octobre 1886. Après deux années de finalisation et de mixage, avec les mêmes musiciens et Damien Chopard, des Gens de la Lune, à la guitare, le CD The Gift sort officiellement le 17 mai 2018,. Les recettes liées à la vente du CD devaient permettre de financer le déplacement en avion des cent trente jeunes musiciens qui se produiraient, lors d’un concert unique, au pied de la statue de la Liberté.
En mars 2019, Francis Décamps ressort l'ensemble de ses albums sous forme de clé USB, avec différentes versions disponibles.
En 2020, à l'occasion des cinquante ans du groupe Ange, il décide de ressortir cette fois-ci une version de l'album Le Cimetière des arlequins, paru en 1973 : Francis Décamps de retour au cimetière des arlequins. Il s'y entoure d'invités de marque : son frère Christian, son neveu Tristan, Pascal Gutman, le compositeur Jean-Jacques Chardeau, ainsi que de membres de Gens de la Lune : Jean-Philippe Suzan, Damien Chopard et Mathieu Desbarats.

### Gens de la lune
Après une période de repos et une cure de désintoxication, Francis compose pour d’autres artistes, se lance dans la mise en scène de spectacles et fait du coaching d’artistes et de groupes, entre autres. Il met ainsi en scène trois comédies musicales : Shinto, Le Temps d'une Lune, Le Banc, avec des adolescents issus des quartiers prioritaires, et La Belle et la Bête le retour, avec la troupe Générations Stars.
Par ailleurs, Francis s'occupe d'une jeune chanteuse nommée Capucine. On lui a demandé de monter dans les quartiers difficiles une comédie musicale avec des adolescents subventionnée par l’état pour représenter la Franche-Comté pour le soixantième anniversaire des MJC de France. Il y rencontre Capucine, qui dégage vraiment quelque chose. Ils travaillent trois ans sur cette comédie musicale, puis Francis compose et arrange l’intégralité d’un album, musique et arrangement. À 14 ans, Capucine écrit l’intégralité des textes dont Francis dira : « C’est rentre dedans, provoc, influencé par AC/DC et Status Quo. Elle a envie de défendre un rock basique et c’est elle qui m’a demandé d’écrire dans ce sens-là. J’ai composé au clavier, mais ensuite, sur scène ou sur disque, il n’y en a pas. Que des guitares. »

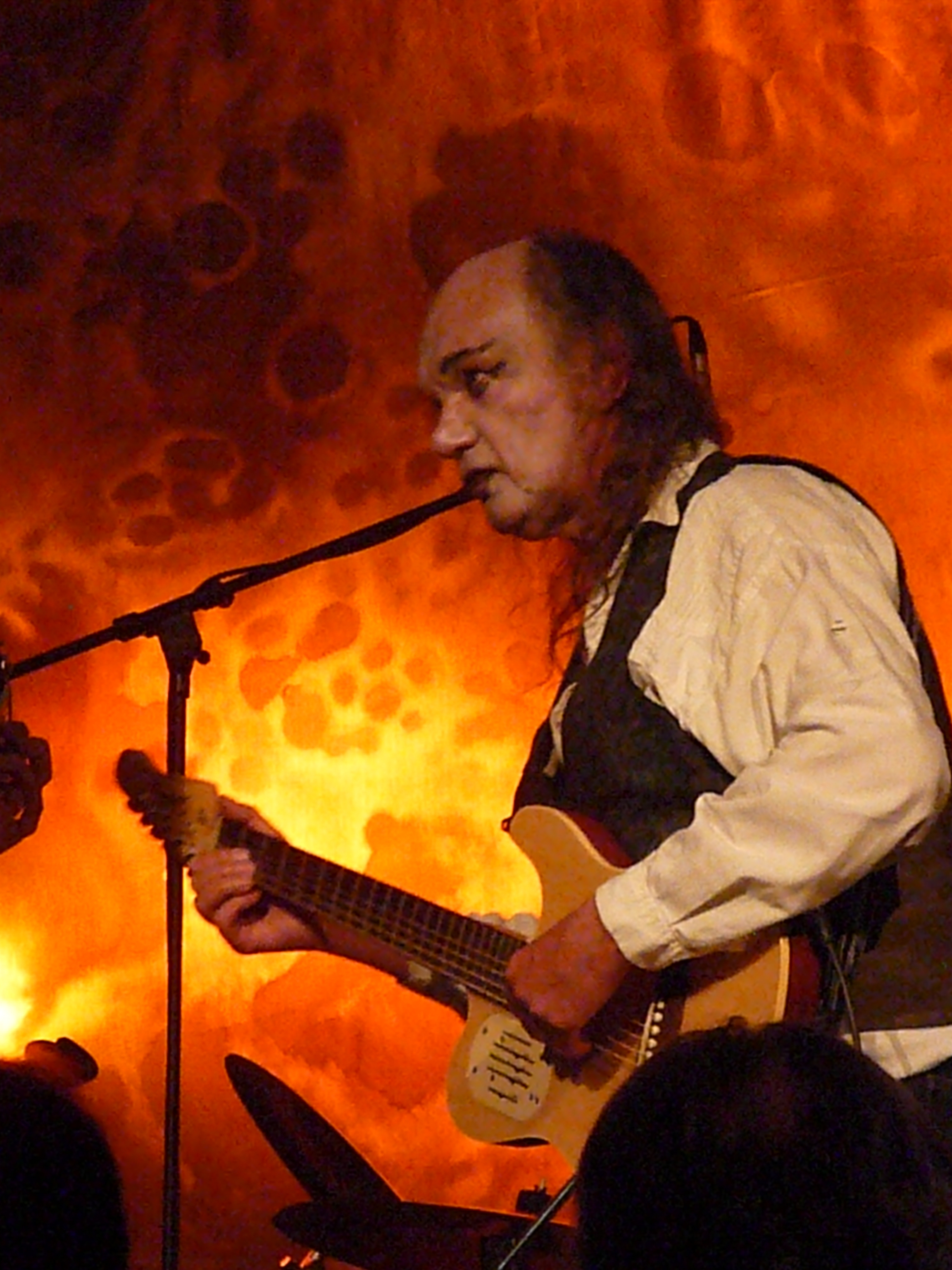
Francis Décamps à la guitare lors du concert des Gens de la lune à Mexy le 25 juin 2011.

À partir de 2005-2007, Francis Décamps travaille plus étroitement avec l'artiste Jean-Philippe Suzan qu'il a rencontré à l’occasion d’un concours de jeunes talents à Belfort : il compose puis produit la totalité de son premier album. Leur entente musicale parfaite les décide de partir dans une nouvelle aventure commune qu'ils baptisent Gens de la Lune.

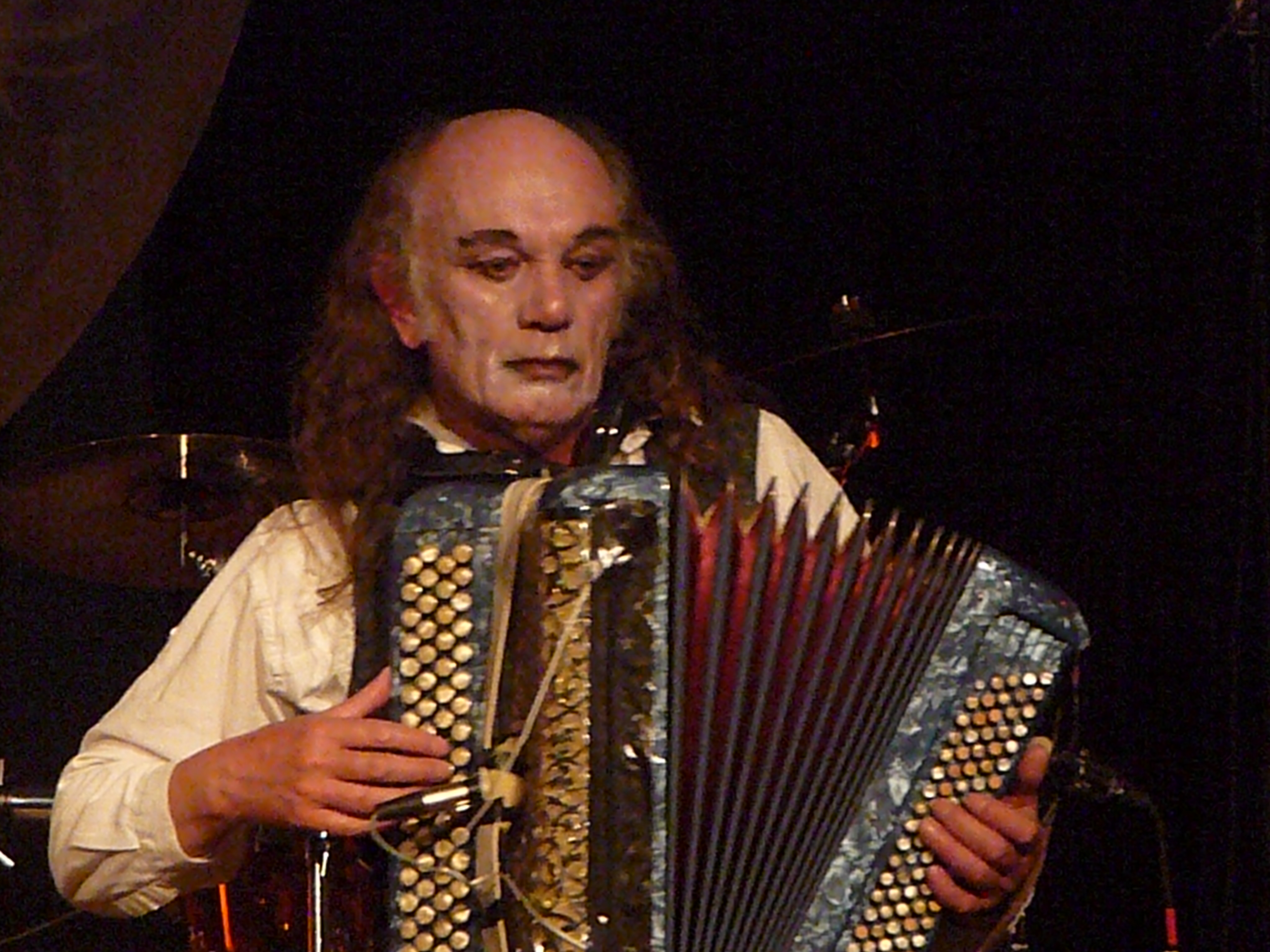
Francis Décamps à l'accordéon lors du concert des Gens de la lune à Mexy le 25 juin 2011.

Le groupe ainsi créé est constitué de Francis Décamps aux claviers, à l'accordéon et parfois à la guitare, du Belfortain Jean Philippe Suzan au chant et aux percussions, d'Olivier Fisjean à la guitare, d'Éric Murat à la basse et de Gérard Jelsch à la batterie, lequel a été le premier batteur du groupe Ange entre 1970 et 1974, puis de 1994 à 1995.
Après plusieurs changements de musiciens, le groupe se stabilise autour de Francis Décamps, Jean-Philippe Suzan, le guitariste Damien Chopard, le bassiste Mathieu Desbarats et le batteur Cédric Mells.
Le groupe sort quatre albums entre 2008 et 2021, dont un en hommage au poète belfortain Léon Deubel.
Le 4 décembre 2011, Gens de la lune est invité à jouer par le groupe Ange pendant presque une heure sur la scène du Bataclan. En rappel de son ancien groupe, Francis Décamps réinterprète Jour après jour à la guitare avec son frère Christian, ce qui ne s'était pas produit depuis le dernier concert de la tournée d'adieu en 1995.
À la suite du départ d'un des membres du groupe et des difficultés de répéter à cause des distances sanitaires liées à la pandémie de Covid-19 difficiles à respecter dans le petit studio de Francis, le groupe décide d'un commun accord de s'arrêter. Il donne deux concerts d'adieu le 4 mars 2022 à Épinal et le 6 mars à Giromany.

### Nouveaux projets
Après Les gens de la Lune, Francis Décamps travaille sur un projet avec l'instrumentiste au Chapman Stick Pascal Gutman. Le 17 mai 2022, l'album Bien au-delà du délire voit le jour sous le nom Francis Décamps/Pascal Gutman. Cette nouvelle visite de l'album Au-delà du délire vient clore le triptyque des trois premiers albums d’Ange revisités par Francis.
En 2022, pour fêter son soixante-dixième anniversaire, Francis décide de défendre ce disque sur scène. Toujours accompagné de Pascal Gutman, il s'adjoint les services d'Emmanuel Tissot, du groupe Motis, au clavier Bouzouki électrique et de Jérémy Piau à la batterie. Son nouveau groupe part en tournée entre septembre et novembre ; l'intégralité de son dernier album Bien au-delà du délire est jouée en seconde partie.
À l'issue de la dernière date jouée à Couches à l'espace Jean-Genet le 12 novembre 2022, la formation décide de poursuivre l'aventure sous le nom du Francis Décamps Délirium. Ce dernier concert fait l'objet d'un enregistrement qui sort le 19 décembre 2023 sous le nom … À Couches.
Le 17 octobre 2024 sort un nouvel album de Francis Décaps : Le Didou naît.

### Carrière politique
En aout 2017, Francis Décamps devient attaché parlementaire à mi-temps de Denis Sommer, député LREM de la troisième circonscription du Doubs et maire de Grand-Charmont. Interrogé, il demeure farouchement sur la réserve : « Je ne souhaite pas m’exprimer à ce sujet. Je fais partie d’une équipe qui sera présentée par celui qui l’a constituée, à savoir Denis Sommer. »

### Vie privée
Le 27 mars 2021 en mairie de Saulnot, village en Haute-Saône où vivait le maréchal-ferrant Émile Jacotey dont s'est inspiré le groupe Ange pour son album homonyme, Francis Décamps, en manteau steampunk, épouse Izumi Takahashi, japonaise, vêtue d'un kimono rose, originaire d'un lieu près d'Hiroshima. Avant la cérémonie, Francis joue à l'accordéon des extraits de deux marches nuptiales devant un comité restreint. Grande fan de rock progressif, Izumi a fait la connaissance de Francis en vidéo sur les réseaux. Ce dernier l'a ensuite rencontrée au Japon en 2016, lors de l'enregistrement de son album The Gift avec la batteuse Senri Kawaguchi.

## Instruments

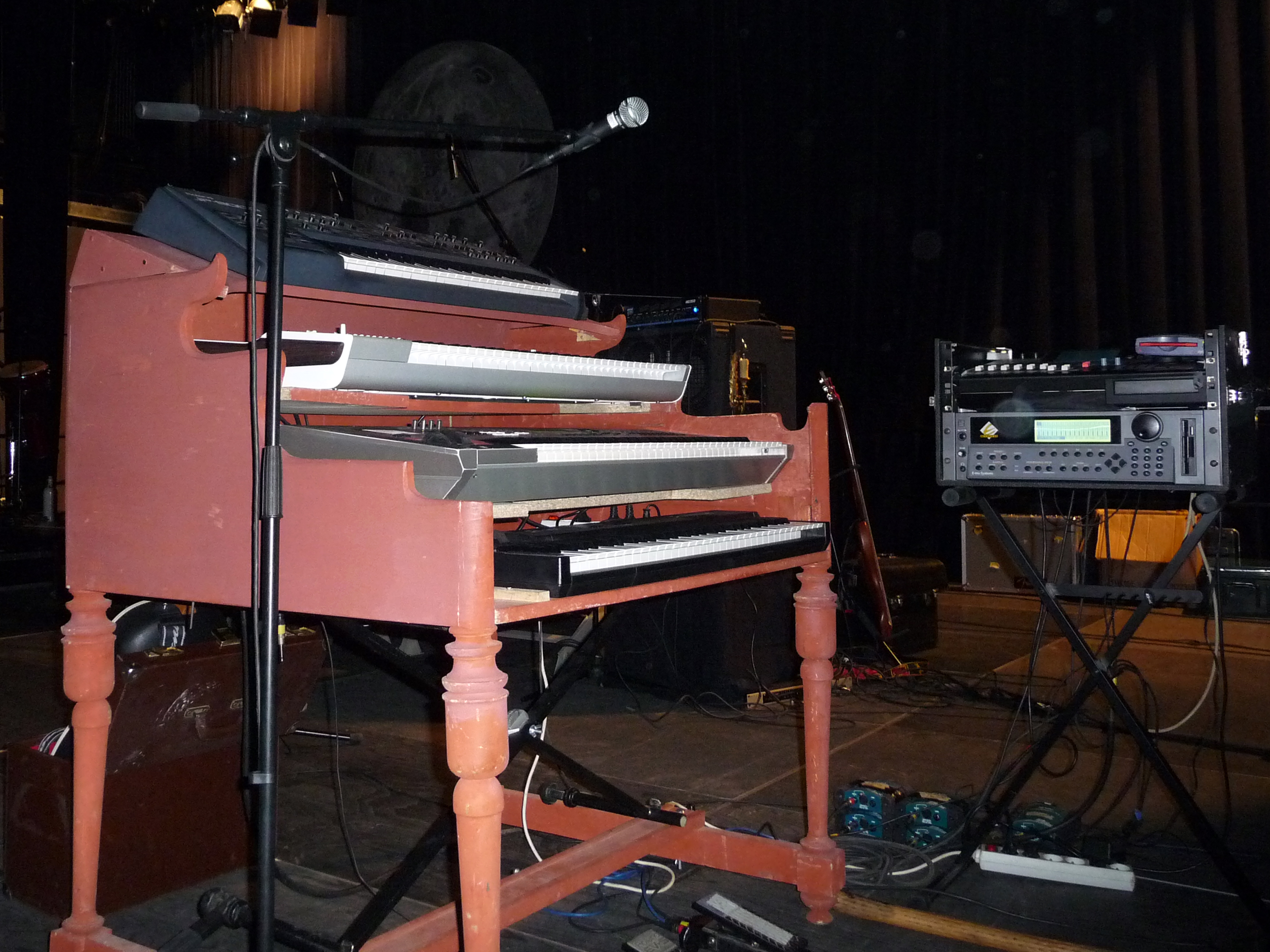
Le matériel de scène de Francis Décamps le 16 mai 2009 à Éloyes.

Francis Décamps utilise sur scène et en studio de nombreux claviers et racks.
À l'instar de Jordan Rudess de Dream Theater, il est un des rares joueurs en France de Continuum Haken. Il maîtrise particulièrement l'instrument et l'utilise sur scène comme en studio.
Il joue également de l'accordéon, ainsi que de la guitare électro-acoustique.

## Récompenses
- Grand Prix de l'Académie Charles-Cros.
- Six Disques d'or.
- Un million d'albums vendus.
- Plus de trois mille concerts[14].

## Discographie

### Ange
| - 1972 : Caricatures - 1973 : Le Cimetière des arlequins - 1974 : Au-delà du délire - 1975 : Émile Jacotey - 1976 : Par les fils de Mandrin - 1978 : Guet-apens - 1980 : Vu d'un chien - 1981 : Moteur ! - 1982 : À propos de... - 1983 : La Gare de Troyes - 1984 : Fou ! - 1986 : Egna - 1987 : Tout feu tout flamme... C'est pour de rire - 1989 : Sève qui peut - 1992 : Les Larmes du Dalaï Lama - 1994 : Mémo | - 1977 : Tome VI : Live 1977 - 1977 : En concert : Live 1970-1971 - 1995 : Un p'tit tour et puis s'en vont, live 1995 - 1995 : Rideau (live 1995) - 1996 : À... Dieu (live mai 1995) - 2002 : Tome 87 - 2004 : Ange en concert : Par les fils de Mandrin (millésimé 77) |

### En solo
- 1979 : Histoire de fou[26]
- 1980 : Vie en positif
- 1993 : Décamps la joie - Épicier marchand d'rock
- 1995 : À vous mes voyageurs
- 1997 : Hommage à Roger Comte
- 2012 : Francis Décamps revisite Caricatures
- 2018 : The Gift
- 2019 : De retour au cimetière des arlequins
- 2022 : Bien au-delà du délire
- 2022 : Relax (album collector réservé aux membres du fan-club Francis Décamps « À vous mes voyageurs »)
- 2023 : Chut ! (album Collector réservé aux membres du fan-club Francis Décamps « À vous mes voyageurs »)
- 2024 : Deuxièmes Couches (album collector réservé aux membres du fan-club Francis Décamps « À vous mes voyageurs »)
- 2024 : Le Didou naît

### Jean-Philippe Suzan
- 2005 : Couleur métis

### Gens de la lune
- 2008 : Gens de la Lune
- 2011 : Alors joue !
- 2014 : Épitaphe (hommage à Léon Deubel)
- 2017 : Épitaphe DVD en publique
- 2021 : Pentacle de Lune

### Le Francis Décamps Délirium
- 2023 : ... À Couches